# Ordre nr. 270
Ordre nr. 270 af 16. august 1941 (russisk: Приказ № 270) blev udstedt af den sovjetiske militære overkommando. Ordren angiver hvad man anser som desertering af befalingsmænd og politiske kommissærer. Det drejer sig om situationer, hvor man lader sig falde tilbage fra fronten, bliver omringet af fjenden uden at forsøge at kæmpe sig fri eller overgiver sig til fjenden. Ordren gav mulighed for, at højere officerer umiddelbart kunne skyde disse personer samt at deres familier kunne fratages deres forsørgelsesgrundlag.
Ordren skal ses i sammenhæng med den senere ordre nr. 0391 af 4. oktober 1941 (der modificerer ordre nr. 270), samt ordre nr. 227 af 28. juli 1942: ”Ikke et skridt tilbage”, der omhandler alle soldater.

## Baggrund for ordren
Ordren blev udstedt kort tid efter, at Nazi-Tyskland den 22. juni 1941 med Operation Barbarossa havde angrebet Sovjetunionen. Tyskerne havde på meget kort tid med deres Blitzkrieg rykket langt ind på sovjetisk område. I midten af august 1941 stod de tyske tropper og deres allierede i en frontlinje, fra Karelen i nord, gennem Estland til den vestlige del af Ukraine ved Sortehavet og havde dermed besat hele Letland, Litauen, østlige Polen, Hviderusland samt Bessarabien.
Som følge af den hurtige tyske fremrykning, blev mange dele af den Røde Hær omringet og måtte med større eller mindre held prøve at kæmpe sig tilbage. Statens undertrykkende politik (rød terror, kollektivisering, stalinistisk undertrykkelse) havde forårsaget betydelig utilfredshed blandt befolkningen i Sovjetunionen, især blandt bønder og de nyligt besatte og annekterede territorier (vestlige Ukraine, Polen og de baltiske lande), som ikke ville medvirke til at yde væbnet modstand fra sovjetisk side, men foretrak at overgive sig frivilligt til tyskerne eller endog aktiv deltog i kampe mod den Røde Hær.  Samtidig var den sovjetiske indsats præget af panik, manglende tilstrækkelig ledelse af militæret og tydelig tysk overlegenhed fra de tyske troppers side i krigens indledende periode.  Det er anslået, at tyskerne i perioden frem til slutningen af 1941, tog tre millioner sovjetborgere som krigsfanger. 

## Ordre nr. 270
```
Om militærets ansvar for overgivelse og efterladelse af våben til fjenden.
[
4
]

Ikke kun vores venner, men også vores fjender er tvunget til at indrømme, at i befrielseskrigen mod de indtrængende 
tysk-fascister
, opfører vores 
Røde Hær
, langt de fleste af dem, befalingsmænd og kommissærer, sig upåklageligt, modigt og undertiden direkte heroisk. Selv de dele af vores hær, der ved et uheld er kommet væk og er blevet omringet, har beholdt ånden af udholdenhed og mod, har undladt at overgive sig og har prøvet at påføre fjenden mere skade og at komme væk. Vi har kendskab til, at adskilte dele af hæren, der er blevet omringet af fjenden, har benyttet enhver lejlighed til at besejre fjenden og bryde ud.

Næstkommanderende for den vestlige front, generalløjtnant 
Boldin
, der befandt sig i den 10. hærs område nær 
Białystok
 omringet af tysk-fascistiske tropper, organiserede enheder fra de tilbageværende rester af den Røde Hær, der var forblevet bag ved fjenden, og kæmpede i 45 dage bag fjendens linjer og fandt vej til hovedstyrkerne på vestfronten. De ødelagde hovedkvarteret for to tyske regimenter, 26 tanks, 1.049 biler, køretøjer og personbiler, 147 motorcykler, fem artilleribatterier, fire morterer, 15 maskingeværer, 8 lette maskingeværer, et fly i lufthavnen og et bombelager. Over tusind tyske soldater og officerer blev dræbt. Den 11. august angreb 
generalløjtnant
 Boldin tyskerne bagfra, brød gennem den tyske front og sluttede sig til vores styrker og trak 1.654 bevæbnede soldater og befalingsmænd fra den Røde Hær med sig ud af omringningen, hvoraf de 103 var sårede.

Kommissæren for det 8. mekaniserede korps, brigadekommissær 
Popel
, og kommandøren for det 406. riffelregiment, Oberst 
Novikov
, kæmpede sig ud af en omkransning med 1778 bevæbnede mænd. I stædig kamp med tyskerne rejste gruppen Novikov-Popel 650 kilometer og påførte fjendens bagtropper enorme tab.

Kommandøren for 3. armé, generalløjtnant 
Kusnetsov
 og medlem af Militærrådet, kommissær af 2. grad 
Birjukov
 kæmpede sig ud af en omringning med 498 soldater og officerer fra den 3. armé og ledte den 108. og den 64.  infanteridivision ud af en omringning.

Alle disse og andre tilsvarende talrige fakta vidner om vore troppers standhaftighed, den høje moral hos vores soldater, officerer og kommissærer.

Men vi kan ikke skjule det faktum, at der i den seneste tid har fundet nogle skammelige tilfælde af overgivelse sted. Nogle generaler har været et dårligt eksempel for vores soldater.

Kommandøren for den 28. Armé, generalløjtnant 
Katjalov
, som var omringet sammen med en gruppe fra sit hovedkvarter, udviste fejhed og overgav sig til de tyske fascister. Katjalovs stab brød ud af omringningen, en del af Katjaliovs gruppe brød ud men generalløjtnant Katjalov valgte at overgive sig – valgte at 
desertere
 til fjenden.
[a]

Generalløjtnant 
Ponedelin
, kommandør for den 12. Armé, blev omringet af fjenden, men havde mulighed for at bryde ud af omringningen, som størstedelen af sin armé. Men Ponedelin viste ikke nødvendig udholdenhed og vilje, panikkede, blev bange og overgav sig til fjenden; deserterede til fjenden, herved begik han en forbrydelse mod fædrelandet og krænkede den militære ed.
[b]

Kommandøren for det 13. Riffelkorps, generalmajor 
Kirillov
, blev omringet af tysk-fascister. I stedet for at opfylde sine pligter over for fædrelandet, at organisere de enheder han var betroet til stædig modstand og bryde ud af omringningen, deserterede han og overgav sig til fjenden. Som resultat af dette blev dele af det 13. riffelkorps besejret, og nogle af dem overgav sig uden alvorlig modstand.
[c]

Det skal bemærkes, at i alle ovenstående tilfælde om overgivelse til fjenden, udviste medlemmer af militærråd, kommandører, politiske arbejdere og militære efterretningsfolk en uacceptabel forvirring, skamfuld fejhed og manglende motivation til at forhindre folk som Katjalov, Ponedelin, Kirillov og andre i at overgive sig til fjenden.

Disse skammelige kendsgerninger om overgivelse til vores svorne fjende vidner om det faktum, at der i den Røde Hærs rækker, der modigt og uselvisk forsvarer sit sovjetiske moderland imod de modbydelige indtrængende, findes svage, ustabile og feje elementer. Og disse feje elementer er ikke kun til stede blandt den Røde Hærs soldater, men også blandt dens befalingsmænd. Som bekendt viser nogle kommandører og politiske arbejdere ved deres opførsel på fronten ikke kun den Røde Hærs mænd mod, udholdenhed og kærlighed til deres fædreland, men tværtimod gemmer de sig i sprækker, roder rundt i kontorerne, ser ikke og holder ikke øje med slagmarken; ved de første alvorlige vanskeligheder i kamp, går de over til fjenden, river deres 
gradstegn
 af sig selv, deserterer fra slagmarken.

Er det muligt i den Røde Hærs rækker at udholde krystere, desertører der overgiver sig selv til fjenden eller sådanne feje overordnede, der ved det første tilbageslag ved fronten, afriver gradstegnene og deserterer bagud. Nej, aldrig! Giver man viljen til disse kujoner og desertører, vil de på kort tid nedbryde vores hær og ødelægge vores fædreland. Kujoner og desertører skal tilintetgøres. 

Kan vi tænke os kommandører for bataljoner eller regimenter som sådanne befalingsmænd, der gemmer sig i sprækker under slaget, ikke ser slagmarken, ikke overvåger forløbet af slaget og alligevel forestille os, at de skulle være kommandører for regimenter og bataljoner? Nej, aldrig! Disse er ikke befalingsmænd for regimenter og bataljoner, men bedragere. Hvis sådanne bedragere får frie tøjler, vil de hurtigt lave hæren om til et gigantisk bureaukrati. Sådanne bedragere skal straks fjernes fra deres stillinger, degraderes, overflyttes til menig, og om nødvendigt skydes på stedet, og i deres sted skal indsættes dristige og modige folk fra rækken af de yngre befalingsmænd eller soldater.

Jeg befaler:

1) Kommandører og politiske arbejdere, som under slaget fjerner sine gradstegn, deserterer bagud eller overgiver sig til fjenden, skal anses som ondsindede desertører, hvis familier kan arresteres som en familie, der har brudt en ed og forrådt deres fædreland.
Alle højere befalingsmænd og kommissærer er forpligtet til på stedet at skyde sådanne desertører blandt befalingsmænd.
2) Bliver man omringet af fjenden, skal enheder og delinger uselvisk kæmpe til det sidste, forsvare materiel som deres eget øjeæble, for at kæmpe sig tilbage mod de bagerste af fjendens tropper, besejre de fascistiske hunde.
 Enhver militærperson er forpligtet, uanset vedkommendes position, til at kræve af en overordnet, hvis en del af deres enhed er omringet, at de skal kæmpe til det sidste, for at bryde igennem til deres egne. Og hvis en sådan kommandør eller enhed af den Røde hær – i stedet for at organisere modstand mod fjenden - foretrækker at overgive sig, skal de tilintetgøres med alle midler, både fra land og fra luften, og familierne til de overgivne soldater skal fratages statslig ydelse og bistand.
3) Kommandører og kommissærer for divisioner er forpligtet til straks at afskedige bataljon- og regimentskommandører, der gemmer sig i sprækker under kampen og frygter at lede kampen på slagmarken, degradere dem som bedragere, overflyt dem til menige, og om nødvendigt skyde dem på stedet, erstat dem med dristige og modige folk fra rækken af de yngre befalingsmænd eller soldater, der har udmærket sig.

Denne ordre skal oplæses i alle kompagnier, eskadroner, batterier, eskadriller, hold og stabe.

Hovedkvarteret for den Røde Hærs overkommando
Formand for statens forsvarsudvalg       
J. Stalin

Næstformand for statens forsvarsudvalg   
V. Molotov

Marskal                                  
S. Budjonnyj

Marskal                                  
S. Timosjenko

Marskal                                  
B. Sjaposjnikov

General                                  
G. Sjukov
```

## Efterfølgende
Uden væsentlige andre beviser end Ordre nr. 270 blev der in absentia rejst militære straffesager mod Katjalov, Ponedelin og Kirillov. De militære dommere i Sovjetunionens højesteret dømte Katjalov til døden ved afgørelse af 29. september 1941 og samme skæbne led Ponedelin og Kirillov ved en afgørelse af 13. oktober 1941. Efterfølgende blev også deres familier udsat for forfølgelser. 
Ponedelin og Kirillov var blevet taget til fange og benyttet af tyskerne i deres propaganda, som nogle der havde overgivet sig uden kamp. Ved krigens slutning blev de frigivet af de amerikanske styrker og overgivet til de sovjetiske myndigheder i maj 1945. 30. december 1945 blev de begge anholdt igen på grundlag af Ordre 270 og selv om der var beviser for at de havde kæmpet ihærdigt inden tilfangetagelsen, sad de fængslet indtil der blev iværksat en ny retssag mod dem i 1950. Her ”erkendte” de sig skyldige i at have ladet sig omringe og at deres hære var blevet besejret. Højesteret dømte dem igen til døden, hvorefter de blev henrettet. Deres sager blev revurderet efter Stalins død og den samme højesteret rehabiliterede dem i februar 1956. 
Efter krigen blev Katjalovs lig i 1952-53 identificeret i en massegrav og det blev klarlagt, at han ikke havde overgivet sig, men derimod havde forsøgt at kæmpe sig tilbage. Oplysningerne blev tilbageholdt indtil Stalin døde og i december 1953 blev Katjalov rehabiliteret ved en ny dom fra højesteret. 
En umiddelbar følge af Ordre nr. 270 var, der at der blev foretaget en række handlinger af undertrykkende karakter, herunder ulovlige henrettelser, voldshandlinger mv. I sin rolle som Folkekommisær for forsvaret indskærpede Stalin allerede den 4. oktober 1941 i Ordre nr. 0391, at man skulle prioritere uddannelsesindsatsen blandt det befalende personel, man skulle ”overbevise” i stedet for at undertrykke.
Men i juli 1942 udsendes på ny en Ordre nr. 227 (”Ikke et skridt tilbage”), der skulle forhindre tilbagetrækning af tropper fra fronten. Ordren indebar blandt andet, at ”usikre” soldater blev sendt i straffekompagnier på udsatte poster, for at de kunne bevise deres værd; men også at der bag enhver enhed, hvor der havde været panik, blev oprettet særlige specialenheder med ordre til at skyde enhver, der skabte panik i rækkerne.